# Callancyla curvicollis
Callancyla curvicollis är en skalbaggsart som först beskrevs av Jean Baptiste Lucien Buquet 1857.  Callancyla curvicollis ingår i släktet Callancyla och familjen långhorningar. Inga underarter finns listade.